# Kohei Morita
Kohei Morita (født 13. juli 1976) er en japansk fodboldspiller.
Han har spillet for flere forskellige klubber i sin karriere, herunder Urawa Reds, Cerezo Osaka, Kawasaki Frontale, Omiya Ardija, Sanfrecce Hiroshima, Ventforet Kofu og Thespakusatsu Gunma.